# TSV Ellerbek
Der TSV „Up ewig ungedeelt“ e. V. Ellerbek und Umgebung (TSV Ellerbek) ist ein Sportverein im Kreis Pinneberg. Der TSV Ellerbek ist mit seinen ca. 1400 Mitgliedern (Stand 10-2022) einer der größten Sportvereine im Kreis Pinneberg. Der Verein hat derzeit die Abteilungen Handball, Tischtennis, Volleyball und Turnen-Freizeit-Gesundheit.

## Geschichte
Der Turn- und Spielverein Ellerbek e. V. wurde im Jahre 1921 gegründet. Der Ehrenvorsitzende Bruno Empen führte den Verein über 30 Jahre lang.

## Vorstand
- 1. Vorsitzende: Petra Horstmann
- 2. Vorsitzender: Dirk Engel
- Kassenwart: Stephan Sense

Stand Oktober 2022

## Mitglieder
ca. 1400, davon ca. 500 Handballer, 400 Schwimmer

## Handballabteilung
Über die Grenzen hinaus wurde der TSV Ellerbek vor allem durch seine erfolgreiche Handballabteilung und deren Jugendarbeit bekannt. Die Handballabteilung zählt rund 30 Mannschaften. Wichtig für den Erfolg der Sparte ist die Unterstützung der Gemeinde Ellerbek und die Zusammenarbeit mit der Hermann-Löns-Schule. Aktuell (2024/25) spielt die Männermannschaft in der Regionalliga Nord und das Frauenteam in der Oberliga Hamburg.

### Erfolge
- Herren
  - Nordostdeutscher Meister 1996/1997
  - Regionalliga 1978–1980/ 1982–1997/ 1998–2005/ /2006–2008/ 2009/10
  - 2. Bundesliga Nord 1997/1998
  - Zahlreiche Hamburger Meistertitel und Teilnahmen am DHB-Pokal
- Damen
  - Nordostdeutscher Meister 1998/1999
  - 2. Bundesliga Nord 1999/2000
  - 2. Bundesliga Nord 2000/2001
  - 2. Bundesliga Nord 2001/2002[1]
  - Am 14. Januar 2007 kam es zu einem der Highlights in der Ellerbeker Handballgeschichte. Erstmals hatte mit der 1. Damenmannschaft eines der Teams das Achtelfinale im DHB-Pokal erreicht. Hier ging es gegen den Bundesligisten und Deutschen Meister von 2004 FHC Frankfurt/Oder.
  - Oberliga-Meisterschaft 2013
  - Zahlreiche Hamburger Meistertitel und Teilnahmen am DHB-Pokal
- Jugend
  - Zahlreiche Hamburger Meisterschaften und Pokalgewinne, wie auch Gewinn der Nordostdeutschen Meisterschaften

### Kaderliste 2. Bundesliga 1997/1998 – 1. Herren
| Position | Spieler |
| -------- | --- |
| Torwart  | Matthias Matuch, Sebastian Goebel, Lutz Koch |
| Feld     | Ingo Ahrens (RR/RA), Ulf Arne Mehlbeer (LA), Stephan von Twardowski (LA/KR), Kay Germann (RM/RR), Henrik Behnke (RL), Torsten Boster (LA), Marcus Schwarzer (RM/KR), Carsten Hirdes (RL/RR), Klaus Häfele (RM/RL), Jan Linau (RA), Axel Binnenbruck (RM/KR), Thomas Stegmann (KR), Ulrich Maas (RL), Sascha Bertow (LA), Arne John (KR) |

- Erweiterter Kader:

Martin Wilde, Daniel Fehser, Sören Schneider, Philipp Müller
- Trainer:    Lutz Siemsglüss
- Co-Trainer: Hans Hinrich Stucke
- Betreuer:   Peter Odefey
- Physio:     Wilfried Mettner

### Erfolgreiche Spieler
- Christian Scheffler ging 1991 zum THW Kiel[2]
- Ingo Ahrens ging 1992 zum THW Kiel[3]
- Kay Germann ging 1991 zum THW Kiel[4]
- Dennis Klockmann ging zum TSV Altenholz mit Zweitspielrecht für THW Kiel[5]
- Matthias Karbowski ging zum HSV Hamburg[6]
- Sebastian Opderbeck ging zum HSV Hamburg[7]
- Sascha Bertow ging zu TuS Nettelstedt-Lübbecke
- Henri Pabst ging 2018 zum THW Kiel.
- Alexander Pinski ging 2018 zum Handball Sport Verein Hamburg.